# L'intrusa (film 1923)
L'intrusa (A Chapter in Her Life) è un film del 1923 diretto da Lois Weber e prodotto e distribuito dalla Universal Pictures. Gli interpreti erano Claude Gillingwater, Jane Mercer, Jacqueline Gadsden, Frances Raymond, Robert Frazer, Eva Thatcher, Ralph Yearsley, Fred Thomso, Beth Rayon.
Tratto dal romanzo Jewel: A Chapter in Her Life di Clara Louise Burnham, venne sceneggiato dalla stessa regista che, insieme al marito Phillips Smalley, ne aveva girato (non accreditata) una precedente versione nel 1915 dal titolo Jewel.

## Trama
Dopo la morte del suo primogenito, il ricco ma infelice signor Evringham vede installarsi in casa sua Marge, la vedova, insieme alla figlia Eloise. Evringham non sopporta la presenza delle due indesiderate ospiti e il suo carattere, piuttosto irritabile e burbero, ne risente notevolmente (ovviamente, in peggio). Un giorno, più che altro per irritare in qualche maniera Marge che è decisamente contraria ad accoglierla, accetta la richiesta del figlio minore che gli chiede di ospitare in casa sua figlia, cioè l'altra sua nipote, Jewel. Questa è una ragazza allegra e solare; quando giunge in caaa del nonno, si trova avvolta in un'atmosfera gelida e pesante, trattata altezzosamente dalla zia e dalla cugina e affidata alle "cure" della governante di casa, la rigida e inflessibile signora Forbes. Nonostante tutti gli ostacoli, il buon carattere di Jewel e la sua fede nel Cristianesimo scientista riusciranno ad addolcire i cuori degli abitanti di quella casa, che impareranno da lei a vivere in una maniera più serena, trasformando così quel castello della discordia in un castello felice.

## Produzione
Il film venne prodotto nel 1923 dall'Universal Pictures come remake di Jewel, basandosi su Jewel: A Chapter in Her Life, romanzo di Clara Louise Burnham che era uscito, pubblicato a Boston, nel 1903. Il 9 dicembre 1922 Motion Picture News e Camera riportavano la notizia che Lois Weber era ritornata all'Universal per girarvi il remake del suo Jewel del 1915 e che le era stato assegnato come assistente Arthur Forde. La casa di produzione cambiò il titolo del film in A Chapter in her Life.

## Distribuzione
Il copyright del film, richiesto dalla Universal Pictures, fu registrato il 9 agosto 1923 con il numero LP19309.
Il film fu distribuito in sala dall'Universal Pictures, casa produttrice del film, che lo fece uscire negli Stati Uniti il 17 settembre 1923. In Italia, ottenne il visto di censura numero 19503 nel 1924 dopo che il titolo con cui era sta presentata la richiesta, La figlia del peccato, venne cambiato ne L'intrusa.
Copie della pellicola sono conservate negli archivi della EmGee Film Library (una copia in positivo a 16 mm) e in una collezione privata, negli archivi della Cineteca del Friuli di Gemona, del George Eastman House di Rochester, del BFI/National Film And Television Archive di Londra.
La Nostalgia Video lo ha distribuito negli Stati Uniti in VHS.
Il film viene citato nel documentario The Silent Feminists: America's First Women Directors del 1993.